# Safet Boškić
Safet "Slavko" Boškić (Fojnica, 31. siječnja 1909. – Zagreb, 14. studenog 1980.), hrvatski pilot iz Drugog svjetskog rata s 13 priznatih pobjeda. 

## Životopis
Za pilota je diplomirao 1932. godine. U srpnju 1941. se pridružuje Hrvatskom ratnom zrakoplovstvu. U listopadu 1942. postaje poručnik da bi na proljeće 1943. bio promaknut u tehničkog časnika. Bio je tehnički časnik 4. lovačke skupine. Borio se na Istočnom frontu u sastavu Hrvatske zrakoplovne legije (Kroaten-Staffeln 15./JG52). Letio je na Messerschmittu Bf-109. Bokšić je zrakoplovni legionar s najdužim stažem na Istočnom bojištu. Na kraju rata je zarobljen, a 1945. je oslobođen iz ratnog zarobljeništva. Poslije rata je živio u Zagrebu gdje je bio aktivan u aero klubu.

## Vanjske poveznice
- Piloti s elitnim statusom (II. dio)  Arhivirana inačica izvorne stranice od 12. svibnja 2010. (Wayback Machine)